# Gerhard Wilhelm van Lemel
Gerhard Wilhelm van Lemel (Leek, 2 maart 1826 - Veenhuizen, 10 oktober 1859) was een Nederlandse burgemeester.

## Leven en werk
Van Lemel was een zoon van de belastingontvanger Jan Gerrits van Lemel en Jantje Hulst. Zijn vader overleed een half jaar na zijn geboorte. Zijn moeder was een zuster van de onderdirecteur van de Maatschappij van Weldadigheid in Veenhuizen, Coenraad Hulst. Van Lemel werd, evenals zijn oom, onderdirecteur bij de Maatschappij van Weldadigheid. In 1856 werd hij burgemeester van Peize en in 1858 tevens van Smilde. In Peize volgde hij zijn neef Henderikus Johannes Hulst op als burgemeester. Hij was bij zijn benoeming weduwnaar van Anna Davina van der Schroef en hertrouwde op 22 oktober 1857 in Peize met Roelofje Kijmmell, dochter van een van zijn voorgangers, Berend Willinge Kymmell, oud-burgemeester van Peize en grondbezitter in Smilde. Van Lemel is slechts kort burgemeester van beide plaatsen geweest. In oktober 1859 overleden hij en zijn vrouw vijf dagen na elkaar, respectievelijk 33 en 34 jaar oud.
Hun in maart 1859 geboren dochter Aleida Johanna erfde in 1907 het Kymmellhuis in Peize van haar ongehuwd gebleven tante Anna Willinge Kymmell.